# Гољаска (Арђеш)
Гољаска (рум. Goleasca) насеље је у Румунији у округу Арђеш у општини Реча. Oпштина се налази на надморској висини од 198 m.

## Становништво
Према подацима из 2002. године у насељу је живело 241 становника, од којих су сви румунске националности.